# Batovac
Batovac (cyr. Батовац) – wieś w Serbii, w okręgu braniczewskim, w mieście Požarevac. W 2011 roku liczyła 608 mieszkańców.